# Boca del Río, Veracruz
Boca del Río är en kommunhuvudort i Mexiko.   Den ligger i delstaten Veracruz, i den sydöstra delen av landet, 300 km öster om huvudstaden Mexico City. Boca del Río ligger 1 meter över havet och antalet invånare är 11 099.
Terrängen runt Boca del Río är mycket platt. Havet är nära Boca del Río åt nordost. Runt Boca del Río är det mycket tätbefolkat, med 2 614 invånare per kvadratkilometer. Närmaste större samhälle är Veracruz, 10,0 km nordväst om Boca del Río.